# درنة إكسبلورا

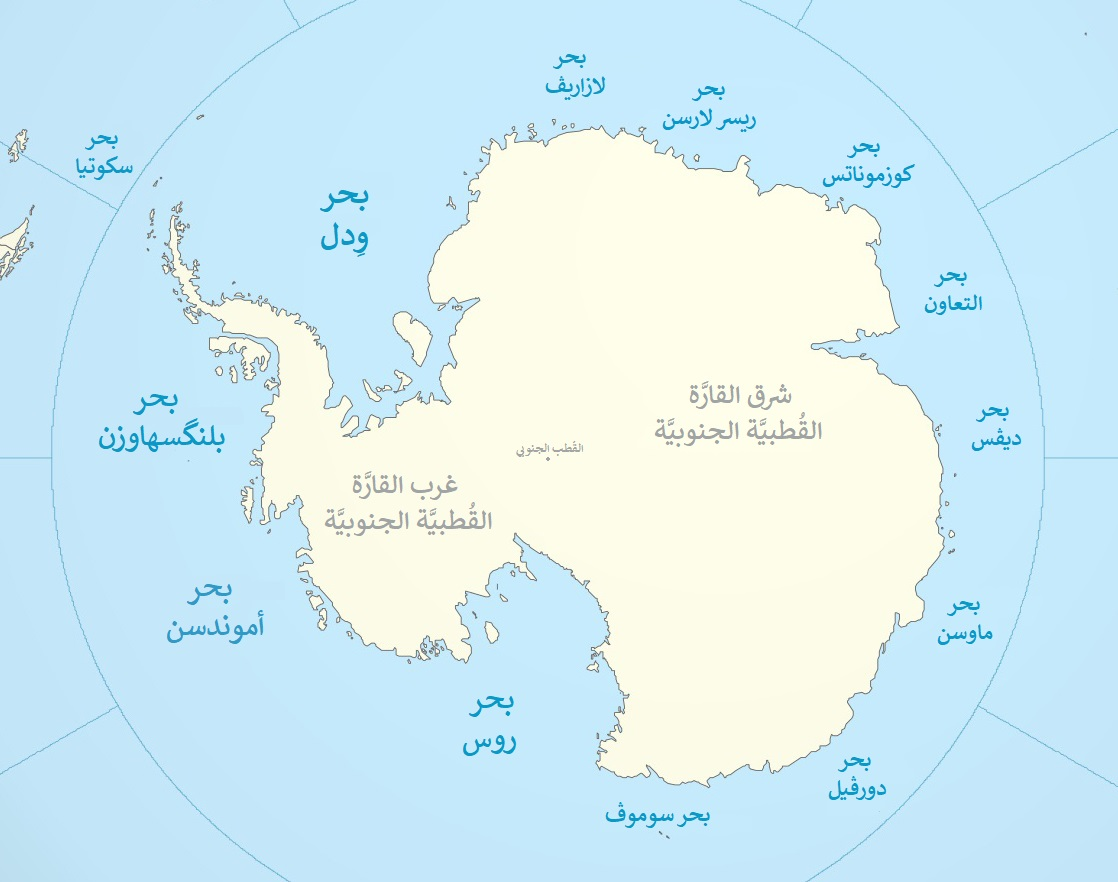
بحر ودل في الجزء الشمالي الغربي من القارة القطبية الجنوبية. موقع درنة بولارشتيرن تقريبا تحت الجزيرة الساحلية المقابلة أفقيا لكلمة Weddell sea.

درنة إكسبلورا كنول أو  درنة صخرية إكسبلورا Explora Knoll
أو نتوء صخري من الشعاب بالقرب من ساحل كوتس لاند في بحر ودل في الجزء الشمالي الغربي لالقارة القطبية الجنوبية . تلك  الصخرة قرب الساحل تحت الماء على عمق كبير يبلغ 3605 متر. 
تشكل درنة إكسبلورا كنول  مع درنة أندنس و درنة بولارشتيرن مجموعة شعاب عميقة تحت الماء بالقرب من الساحل في بحر ودل.
ترجع تسمية إكسبلورا كنول إلى سفينة البحوث إكسبلورا التي كانت تجوب المحيط المتجمد الجنوبي و أنتاركتكا . واقترح هذا الاسم الدكتور هانريش هينسه الذي كان يعمل من قبل معهد الأبحاث القطبية والبحرية ، بريمرهافن ، ألمانيا ، وقام بعدة بعثات علمية في تلك المنطقة . وتم اعتماد هذه التسمية من قبل «الهيئة الاستشارية لدراسات تحت البحر» في عام 1997.

## اقرأ أيضا
- سفينة بحوث بولارشتيرن
- بحر ودل
- درنة أندنس
- درنة بولارشتيرن
- أنتاركتكا

## وصلات خارجية
- U.S. Geological Survey Geographic Names Information System: Explora Knoll (englisch)
- Explora Knoll auf geographic.org (englisch)